# 里奧因迪奧 (多諾索區)
里奧因迪奧（西班牙語：Río Indio），是巴拿馬的城鎮，位於該國中部，由科隆省的多諾索區負責管轄，面積36.4平方公里，海拔高度34米，2010年人口1,044，人口密度每平方公里28.7人。